# Набієв Малік Расулович
Малік Расулович Набієв (1910, тепер Узбекистан — ?) — радянський узбецький державний діяч, головний агроном Джар-Курганського районного відділу сільського господарства Сурхан-Дар'їнської області. Депутат Верховної ради СРСР 3-го скликання.

## Життєпис
Народився в селянській родині. Здобув агрономічну освіту.
З 1940-х років — головний агроном Джар-Курганського районного відділу сільського господарства Сурхан-Дар'їнської області.
Подальша доля невідома.